# 段君毅
段 君毅（だん くんき、簡体字：段 君毅、繁体字：段 君毅、英語：Duan Junyi、1910年3月13日 - 2004年3月8日）は、中華人民共和国の政治家。鉄道部長、北京市党委員会書記、第10・11期中央委員、第1・5・6期全国人民代表大会代表、第4期中国人民政治協商会議全国委員会委員などを務めた。

## 生涯
1910年3月13日に山東省濮県（現在の河南省范県）に誕生する。1936年3月に中国共産党に入党し、中央党校を経て山東省の抗日戦線に派遣される。中華人民共和国建国以前は八路軍に所属し、鄂豫区委書記、政治委員、第二野戦軍後勤司令部司令員兼政治委員などを歴任した。1949年10月1日に中華人民共和国が建国されると、重慶市党委常務委員、市軍事管制委員会委員、市財経接管委員会党委書記、主任、西南軍政委員会財政委員会副主任兼工業部長、党組書記となる。第一機械工業部副部長（1952年8月-）に転じ、第一重型機器廠、第一汽車製造廠などを指導。1960年9月より部長に昇格した。
1966年に始まった文化大革命で間も無く失脚した。四人組が逮捕されると復活し、鉄道部長、党組書記となった。1978年10月から河北省党委第一書記、省革命委員会主任、省軍区第一政治委員となり、河南省で発生した冤罪事件の再評価に努めた。1981年から北京市党委第一書記、北京衛戍区第一政治委員となり、1982年9月に中央顧問委員会常務委員に当選して政治局委員と同等の待遇を獲得し、1992年に解散するまで務める。1993年以前に趙紫陽が自身を軟禁するのは党規約や憲法に違反しており、自由に客と会えるようにとの内容を段を通じて江沢民に伝言させたが江は取り合わなかった。2004年3月8日に北京で病死した。93歳であった。